# 高丽尺
高丽尺是6世纪前后从朝鲜半岛传入日本的长度的单位，高丽尺长度为35.6厘米左右。